# The Great Vacation Vol. 2: Super Best of Glay
The Great Vacation Vol.2: Super Best of Glay es el sexto álbum recopilatorio de la banda japonesa de rock-pop GLAY. Este álbum, al igual que The Great Vacation Vol. 1: Super Best of Glay, es un CD triple que contiene entre los primeros 2 la mayoría de los sencillos lanzados antes de 2000. También contiene "nuevas versiones" de temas como "Acid head", "Shutter Speeds no Theme", "Burst" y "Two Bell Silence". En el CD 3 se encuentran las "canciones nuevas", en este caso con un total de 9 nuevos temas y 2 ya conocidos, "Let Me Be" y "Great Vacation".

## Lista de canciones
Disco 1
1. Rain
2. Manatsu no Tobira (真夏の扉)
3. Kanojo No "Modern..." (彼女の "Modern...")
4. Freeze My Love
5. Zutto Futari De... (ずっと2人で…)
6. Gone with the Winde
7. Yes, Summerdays
8. Ikiteku Tsuyosa (生きてく強さ)
9. Glorious (グロリアス)
10. Beloved
11. A Boy: Zutto Wasurenai (A Boy: ~ずっと忘れない~)
12. Curtain Call (カーテンコール)
13. Haru wo Aisuru Hito (春を愛する人)
14. Kuchibiru (口唇)
15. However

Disco 2
1. Yuuwaku (誘惑)
2. Soul Love
3. Pure Soul
4. I'm in Love
5. Be with You
6. Winter, Again
7. Survival (サバイバル)
8. Kokodewanai, Dokoka e (ここではない、どこかへ)
9. Happiness: Winter Mix
10. Tomadoi (とまどい)
11. Special Thanks
12. Goran, Sekai wa Kurusimi ni Michite Iruyo (ごらん、世界は苦しみに満ちているよ。) -nueva versión-
13. Two Bell Silence -nueva versión-
14. Shutter Speed No Theme -nueva versión-
15. Acid Head -nueva versión-
16. Burst -nueva versión-

Disco 3
1. Great Vacation
2. Fame Is Dead
3. Absolute "Zero"
4. RainbirD
5. Let Me Be
6. Black Eyes She Had
7. Tokyo Vice Terror
8. 1988
9. Ruca
10. Omae to Tomo ni Aru (おまえと供にある)
11. Real Shadow